# فاهاغن ميناسيان
فاهاغن ميناسيان (بالأرمنية: Վահագն Մինասյան)‏ (مواليد 25 أبريل 1985 في يريفان) لاعب كرة قدم أرميني دولي يجيد اللعب في خط الهجوم . يلعب حاليا لصالح نادي بيونيك الأرميني منذ 2009 .

## روابط خارجية
- فاهاغن ميناسيان على موقع الاتحاد الأوربي (الإنجليزية)
- فاهاغن ميناسيان على موقع قاعدة بيانات كرة القدم.إي يو (الإنجليزية)
- فاهاغن ميناسيان على موقع ناشيونال فوتبول تيمز (الإنجليزية)
- فاهاغن ميناسيان على موقع Soccerway.com (الإنجليزية)